# کبوتر میوه‌خوار غبغب‌دار
کبوتر میوه‌خوار غبغب‌دار (نام علمی: Ptilinopus granulifrons) گونه‌ای از پرندگان خانواده کبوتران و بومی اوبیرا است.
زیستگاه‌های طبیعی آن جنگل‌های جلگه‌ای نمناک نیمه‌گرمسیری یا گرمسیری، بوته‌زارهای نمناک نیمه‌گرمسیری یا گرمسیری و زمین‌های کشاورزی است. نابودی زیستگاه آن را تهدید می‌کند.